# Silva Černohorská
Silva Černohorská (* 31. ledna 1938) je česká politička, na počátku 21. století krátce poslankyně Poslanecké sněmovny za ČSSD.

## Biografie
Ve volbách v roce 2002 kandidovala do poslanecké sněmovny za ČSSD (volební obvod Jihomoravský kraj). Nebyla zvolena, ale do parlamentu usedla dodatečně v dubnu 2006 jako náhradnice poté, co na mandát rezignoval Zdeněk Koudelka. Svůj nástup do sněmovny jen krátce před koncem funkčního období komentovala následovně: „Bude to krátká mise, ale i tak jsem připravena splnit všechny úkoly.“ V parlamentu setrvala jen několik měsíců do voleb v roce 2006.
V komunálních volbách roku 1998, komunálních volbách roku 2002 a komunálních volbách roku 2006 neúspěšně kandidovala do zastupitelstva města Rosice za ČSSD. Profesně se uvádí jako podnikatelka. V roce 2002 se uvádí jako představitelka Českého svazu ochránců přírody.